# Atrophaneura zaleucus
Atrophaneura zaleucus är en fjärilsart som först beskrevs av William Chapman Hewitson 1865.  Atrophaneura zaleucus ingår i släktet Atrophaneura och familjen riddarfjärilar. Inga underarter finns listade i Catalogue of Life.

## Bildgalleri

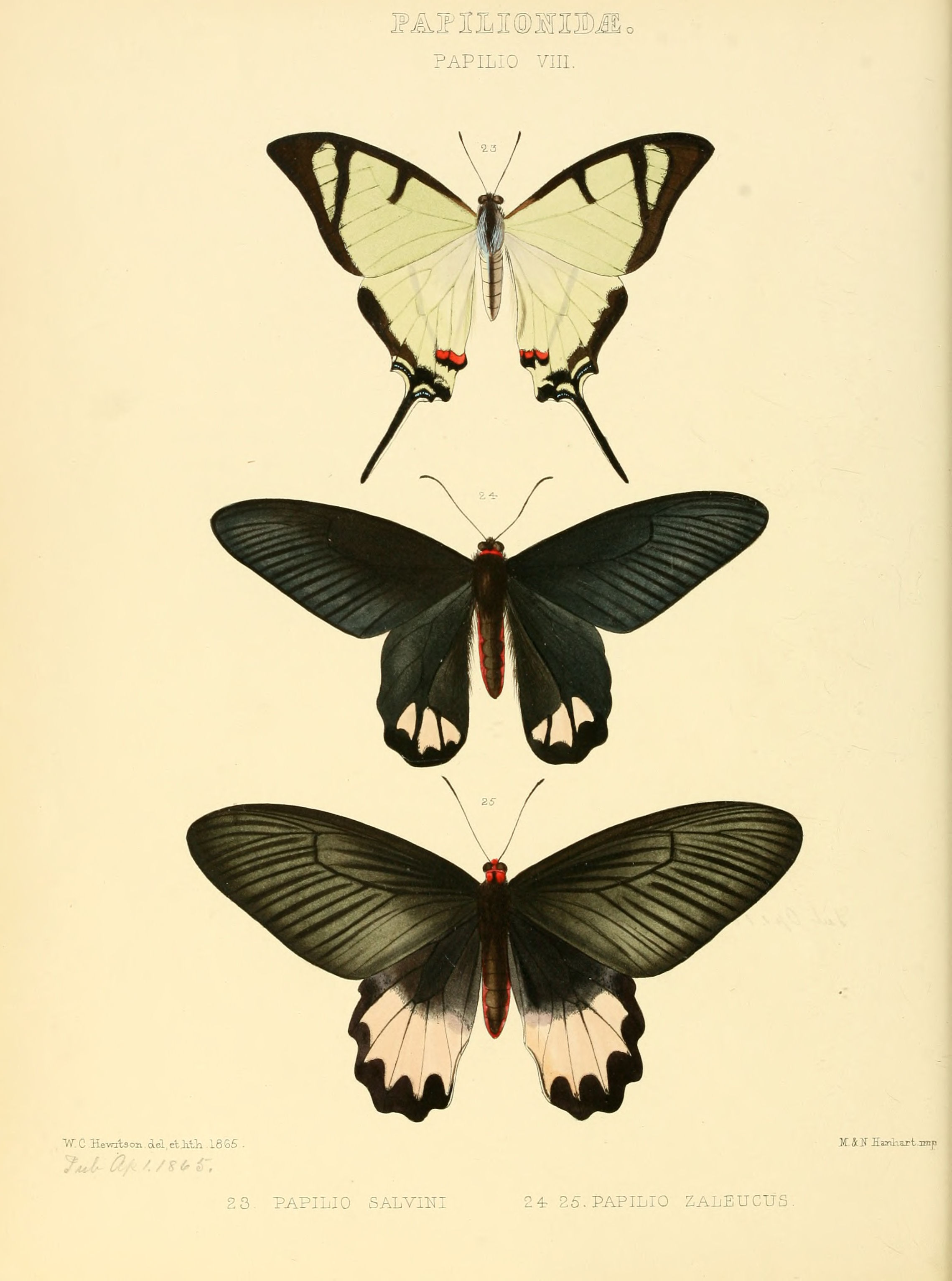